# Lista orașelor din România înființate ca urmare a programului de sistematizare rurală
Programul de sistematizare rurală a fost un program întreprins în Republica Socialista România în anii 1980, având scopul declarat de a elimina diferențele care existau între orașe și sate prin metode care includeau dărâmarea a unei jumătăți dintre satele României și mutarea locuitorilor acestora în noi „centre agro-industriale”. Cu excepția orașului Rovinari, toate localitățile menționate au primit rangul de oraș în anul 1989. Programul a fost întrerupt în urma căderii regimului Ceaușescu.
| Oraș            | Județ             | Informații                                                                     | Imagine |
| --------------- | ----------------- | ------------------------------------------------------------------------------ | ------- |
| Aninoasa        | județul Hunedoara |                                                                                |         |
| Avrig           | județul Sibiu     |                                                                                |         |
| Basarabi        | Județul Constanța | redenumit Murfatlar în anul 2007                                               |         |
| Budești         | județul Călărași  |                                                                                |         |
| Bolintin-Vale   | județul Giurgiu   |                                                                                |         |
| Bumbești-Jiu    | județul Gorj      |                                                                                |         |
| Colibași        | Județul Argeș     | redenumit Mioveni în anul 1996                                                 |         |
| Dărmănești      | județul Bacău     |                                                                                |         |
| Fundulea        | județul Călărași  |                                                                                |         |
| Ianca           | Județul Brăila    |                                                                                |         |
| Iernut          | județul Mureș     |                                                                                |         |
| Însurăței       | județul Brăila    |                                                                                |         |
| Lehliu Gară     | județul Călărași  |                                                                                |         |
| Mihăilești      | județul Giurgiu   |                                                                                |         |
| Negru Vodă      | Județul Constanța |                                                                                |         |
| Nehoiu          | județul Buzău     |                                                                                |         |
| Ovidiu          | Județul Constanța |                                                                                |         |
| Piatra Olt      | județul Olt       |                                                                                |         |
| Pogoanele       | județul Buzău     |                                                                                |         |
| Rovinari        | județul Gorj      | Primul oraș rezultat în urma programului, declarat pe data de 9 decembrie 1981 |         |
| Scornicești     | județul Olt       |                                                                                |         |
| Seini           | județul Maramureș |                                                                                |         |
| Tălmaciu        | județul Sibiu     |                                                                                |         |
| Valea lui Mihai | județul Bihor     |                                                                                |         |